# L級軟式飛行船
|          |                                                  |
| 艦歴     |                                                  |
| 発注     | グッドイヤー航空機会社                           |
| 起工     |                                                  |
| 進水     |                                                  |
| 就役     | 1938年4月                                        |
| 退役     |                                                  |
| その後   |                                                  |
| 性能諸元 |                                                  |
| 重量     | t                                                |
| 体積     | 3,482 m3（L-4）                                  |
| 全長     | 44.97 m（L-4）                                   |
| 直径     | 12.14 m（L-4）                                   |
| 全高     | 16.46 m（L-4）                                   |
| 機関     | ワーナー R-500-2 星型エンジン 145馬力 2機（L-4） |
| 速度     | 巡航速度：74km/h 最大速度：96km/h（L-4）         |
| 航続距離 | 3,537km 滞空時間11時間54分（L-4）                |
| 乗員     | 2名（L-4）                                       |
| 兵装     | なし                                             |
| 航空機   | 搭載せず                                         |

L級軟式飛行船（Lきゅうなんしきひこうせん、L-class blimp）とはアメリカ海軍が第二次世界大戦中に運用した訓練用飛行船である。総計22隻建造され、搭載能力は1,152kg。写真はドーリットル空襲の前にB-25爆撃機用のスペアパーツの補給を行うL-8飛行船である。

## 経歴
1930年代の中期、グッドイヤー航空機会社では一連の、小型にして船体内部に支持構造を持たない飛行船を建造しており、グッドイヤーの社名の宣伝に用いていた。アメリカ海軍は1937年に二種類の飛行船の建造契約を与えた。これらはK級軟式飛行船としてK-2の呼称をあたえられたものと、より小型の、宣伝と旅客用に建造されたグッドイヤーの商業用飛行船を基にしたものであった。この小型の飛行船は海軍によってL-1と名付けられ、1938年4月、ニュージャージー州に所在する、軽航空機設備を持つレイクハースト基地に配備された。また1940年9月25日、海軍はさらに2隻のL級軟式飛行船を発注し、1941年に配備された。L-2飛行船は1942年6月8日の夜間飛行時にG-1飛行船と空中衝突を起こし、喪失された。
アメリカ合衆国が第二次世界大戦に突入すると、海軍はグッドイヤー航空機会社から5隻の軟式飛行船を徴集した。これらはレゾリュート、エンタープライズ、リライアンス、レインボー、レンジャーという名前だった。それぞれ特徴と性能に差があったが、これらの飛行船はL-4からL-8まで呼称を与えられた。次の4隻のL級軟式飛行船は、モフェットフィールド海軍航空基地にある修理場と工場で建造された。これらL-9からL-12の飛行船は1943年4月に完成した。最後のL級軟式飛行船のロットは、1943年2月24日にグッドイヤー社へ建造が発注されたもので、これら10隻の飛行船にはL-13からL-22の呼称が与えられ、1943年末には全てが配備された。
訓練用飛行船としては、これらの軟式飛行船はいつも2カ所の軽航空機用の基地で運用されており、それはレイクハースト海軍航空基地か、モフェットフィールドであった。広範囲な任務に用いるには小型すぎるため、飛行船はいくつかの沿岸警備任務に投入された。この任務では、1942年8月16日、ZP-32軟式飛行船中隊に所属するL-8飛行船が、太平洋から南サンフランシスコのデーリー市へ漂流し、墜落するという事故が起こった。搭乗員であるE・D・コディー中尉とC・アダムズ少尉の両名とも、漂流中から既に行方不明だった。
第二次世界大戦の終結に伴い、L級軟式飛行船のうちいくつかはグッドイヤー航空機会社に返却された。また、民間に売却されたものもある。

## 戦後
1943年7月に完成したL-19(L-0019)は1947年に気嚢を交換し、1951年まで各種試験飛行任務に従事していたが1952年には不要となり稼働しないまま保管されていた。1955年に民間に払い下げられたのち、1956年に西ドイツに売却され、広告用途に利用された。西ドイツ時代に再度、気嚢を交換している。のち1968年に再度日本に売却され「飛龍号」と名付けられ、やはり広告用途に利用された。これは「キドカラー号」として知られる。7ヶ月後の翌1969年、係留中の暴風により破損、そのまま廃船となった。エンジンのみが千葉県の公益財団法人航空科学博物館に保存されている。

## 使用国
アメリカ合衆国
- アメリカ合衆国海軍